# スターリング (スコットランド)

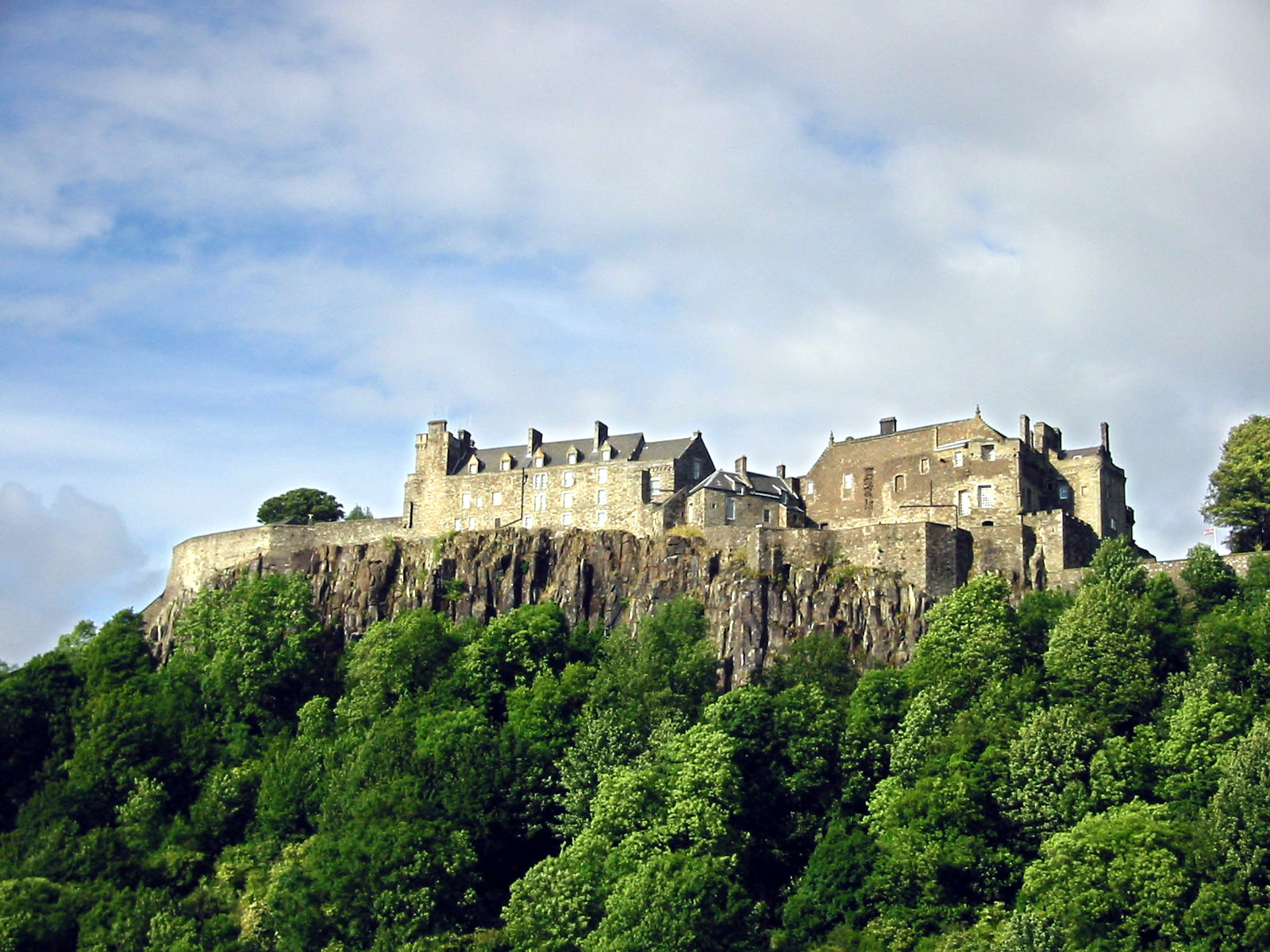
スターリング城 (南西からの眺め)

スターリング（英語: Stirling、スコットランド・ゲール語: Sruighlea、 スコットランド語: Stirlin）は、イギリス・スコットランドの都市。歴史上では歴代のスコットランド王の勅許を得た自治都市として有名である。
かつてのスコットランド王国の首都であり、スターリングは1975年まで自治都市の地位にあり、2002年にはエリザベス2世の即位50周年の一環として「シティ」の地位を与えられた。街はスターリング城と中世の市街（オールド・タウン）の周囲に居住区が集まる形で構成されている。人口は4万5750人（2011年）で、スコットランドにおける最も小さな「シティ」であり、スターリング（カウンシル・エリア）の中心地である。

## 歴史
スターリングは、石器時代の集落を起源とし、少なくともローマン・ブリテンの時代までに戦略的に重要な地域となった。なぜなら、この地は守備に適した丘（後にスターリング城が建築される）を持つうえに、フォース川に面しているという地の利を得ていたからである。歴史的には、西暦655年にマーシア王ペンダによってノーサンブリア王オスウィが包囲された際、陣を張っていた要塞「Iuddeu」もしくは「Urbs Giudi」が存在していた地として、イングランドの聖職者ベーダの歴史書および同時代の年代記にその存在が記されている。
この地に流れる川は、スターリングを港として機能させ、町に富と権力をもたらした。フォース川は比較的浅く渡河できたが、のちに橋がかけられ、いっそう町の発展に貢献した。この町は12世紀にスコットランド王デイヴィッド1世によって勅許自治都市のひとつとして認可されて以来、後の王たちの治世にもその立場は引き継がれた（町は「Strivelyn」という名で言及されている）。スコットランドとイングランドのあいだの長きに渡る抗争のなかで、いくつかの主要な闘いがスターリングで繰り広げられた。スターリング・ブリッジの戦い（1297年）と、町からほど近いバノックバーンの戦い（1314年）である。
「スターリング」という地名の由来は不明であるが、努力・闘争の地(struggle/strife)といった説がある。
この町は2つのラテン語による座右の銘を持っている。それらは1296年の記録に押された自治都市の印章に見てとることができる。
- Hic Armis Bruti Scoti Stant Hic Cruce Tuti (The Britons stand by force of arms, The Scots are by this cross preserved from harms)
- Continet Hoc in Se Nemus et Castrum Strivilinse (The Castle and Wood of Stirling town are in the compass of this seal set down.)

城の近くにはホーリールード（聖十字）教会が建っている。歴史的にみて、これは町で最も重要な建築物のひとつである。現在のホーリールード教会は、1405年にスターリングを襲った壊滅的な火災の後、1400年代に再建されたもので、ウェストミンスター寺院を除けばイギリスの中で戴冠式が挙行されたことのある教会のうち、たった1つだけ現存しているものである。1567年7月29日に、スコットランド女王メアリーの幼い息子がこの地で戴冠し、ジェームズ6世となった。ジェームズ6世の夭逝した長男ヘンリー・フレデリック（チャールズ1世の兄）もこの地で生まれた。17世紀のスコットランド内戦の際には戦地となり、オリバー・クロムウェルの軍隊による銃痕がくっきりと教会の塔と後陣に残されている。
その内戦のさなか、1648年9月12日に、スターリングの戦いがおこなわれた。
スターリングの要塞は、18世紀のジャコバイトの蜂起の際も戦略的に重要な役割を果たし続けたが、ジャコバイト勢力は1715年に城郭の支配権を失った。1746年1月には、イングランドとスコットランドの王を僭称するチャールズ若僭王（通称「ボニー・プリンス・チャーリー」）の軍勢が町を包囲したが、城を攻め落とせなかった。彼らが北方へ撤退する際、軍需品が保管されていた聖ニニアン教会(en:St. Ninians)を破壊したため、現在その教会は塔のみが残されている。
経済的な観点からは、リバーサイド地区に建設されたフォース川の港の施設は貿易の要となり、インドからの茶葉の輸入や、バルト海からの木材の輸入に貢献した。鉄道の到来は河川を利用した貿易の衰退を招いた。これはとりわけ鉄道の橋（フォース鉄道橋）が川の下流に設けられたことによるもので、船舶による物資へのアクセスをいっそう困難にしたからである。そのため、20世紀半ばまでには港は操業を停止した。

### 著名人
歴史上におけるスターリングの著名な居住者としては、スコットランド女王メアリや、スコットランド王ジェイムス6世（＝イングランド王ジェームズ1世）といった人物や、近現代でもイギリス前首相サー・ヘンリー・キャンベル＝バナマン、ドキュメンタリ映画のパイオニアであるジョン・グリアソン、映画音楽の作曲家ミュア・マシソン、アニメーションの先駆者であるノーマン・マクラレン、さらにはテレビ司会者のカースティ・ヤングらを挙げることができる。
バーンウェル兄弟社のフランク(Frank Barnwell)とハロルド(Harold Barnwell)は、コーズウェイヘッド(現在のスターリング大学が位置する付近)に存在したグランピアン・モーターズで働いていた。彼らは1909年に、スコットランドにおいて最初の動力を用いた飛行機を設計し、かつ飛行に成功したことで有名である。フランク・バーンウェルは、ブリストル・ブレニウム戦闘機をはじめとした航空機の設計を担った。兄弟の先駆的な業績を称える小さな記念碑が、コーズウェイヘッドの交差点に建立されている。
スターリングはまた、多くの幽霊の出没地としても有名である。城にあらわれるグリーン・レディは多くの兵士によって目撃されている。城の近隣の宿屋 Settle Inn は、スコットランドにおける最も幽霊が出そうな場所として有名である。他にも幽霊が目撃されたパブが複数ある。バー「Nicky tams bar and bothy」や、地元のフットボールチームであるスターリング・アルビオンFCにちなんで命名されたアルビオン・バーなども、心霊スポットとして有名である。

## 地理と気候
スターリングは「ハイランドへの出入り口」として有名である。一般的に、この地が戦略的に重要な位置を占めると言われる理由は、大部分が起伏はあるもののおおむね平たんなスコットランドのローランド地域が、起伏があり険しいハイランド地域に出会う地点だからである。この地理的にみて明確な対比は、ハイランド南部にある多くの丘と山（Ben VorlichやBen Ledi）によって証明されており、それらはこの町の北西部に望むことができる。その一方で、町の東部にはスターリング低地が広がっており、これはスコットランド有数の最も平たんで、最も農業生産に適した地域である。
スターリングを取り囲む大地は、その多くが氷河による浸食と堆積の影響を受けている。町それ自体はスターリング城を中心として成長したが、その城は、古代の火山岩頚の頂上に位置している。この城が守備的に有利な位置にあると言えるのは、フォース川が下流域で蛇行を繰り返している地域であることも関係している。フォース川の流域でもスターリングが位置する地点は、川の流域が拡大し、かつ潮の満ち引きの影響をうける地域なのである。町の東部に位置するオキル丘陵は起伏のある地平線を描き出しており、その最も高い地点はDumyatからBen Cleuchにかけてである。フォース川の東部にある河川の氾濫によってできた平たんな低地とオキル丘陵が出会う地点は、数々の明瞭な地理的な特徴に彩られている。アビー・クレイグは、高さ220フィート（67メートル）の標高を持ち、スコットランド愛国者として有名なウィリアム・ウォレスを記念する塔が建てられている。
スターリングの気候は、スコットランド中部に位置するものの、その大部分に共通する特徴とは若干異なっている。概して温かく、かつ大西洋から流れ込む不安定な気流の流れを主な原因として、一般的に南西の風が吹く。

## スターリングの地域
- カウイー
- キャンバスケネス
- キャンバスバロン
- キングス・パーク
- コーズウェイヘッド
- コーントン
- セントニニアン
- トップ・オブ・ザ・タウン
- トーブレクス
- バノックバーン
- ブレーヘッド
- ブリッジ・オブ・アラン
- ブルームリッジ
- ラプロッホ
- リバーサイド

## 人口
2021年の国勢調査によれば人口は45,570人である(スターリング（カウンシル・エリア）としては約94,330人)。2004年時点での、スターリング地方としての人口は86,370人であった。
2001年の国勢調査によれば、男性が人口に占める割合は47.2%であり、52.7%が女性であった。スターリングは16歳以下の人口が少なく、スコットランド平均が18.6%であるのに対して16.7%でしかない。年金生活者もスコットランド平均の18.6%を下回っており、17.8%である。結果として人口において最も大きな割合を占めているのは16歳から29歳にかけてのグループで、24.3%の割合を占めていた。スターリングは同様に非スコットランド生まれの居住者が多く、スコットランド平均の12.8%に比べて16.5%と大きい。また居住者の年齢平均もスコットランド平均が37歳であるのに対して34歳と若干若い。性別でみてもこの傾向は持続し、男性の年齢の中央値は34歳（スコットランド平均は37歳）、女性は36歳（平均は39歳）である。統計における人口の起伏は、学生の街への流入および流出と大きく関係している。

## 政治
地方議会については、スターリングの街はより広範なスターリング・カウンシルに属している。これは1994年に制定されたスコットランドにおける地方議会などに関する法（Local Government etc (Scotland) Act 1994）によって設置された地域行政の範疇で管轄されている。地方議会における選挙は4年ごとにおこなわれる。2017年から2022年はスコットランド国民党のスコット・ファーマー、2022年からはスコットランド労働党のクリス・ケインが首長（カウンシルリーダー）を務めている。
国政の場においては、スターリング選挙区からスコットランド議会議員にスコットランド国民党のイヴリン・トゥイードが選出されており、ウェストミンスターの下院に対しては同じくスコットランド国民党のアリン・スミスが選出されている。かつてEUのヨーロッパ議会の一員であるスコットランドは選挙区でもあり、4年ごとに改選されていたが、イギリスは2020年にEUを離脱したため、現在スターリングを含むスコットランドから欧州議会議員を選出する制度は存在しない。

## 経済
スコットランドにおける農業生産を代表する後背地の中央に位置するスターリングは、主に農業生産者の卸売りの場として機能しており、街には大規模な農業市場が存在する。今日でも依然として農業はスターリングの経済において重要な位置を占めているが、過去に比べればその影響力は低下していると言うことができる。
市場町、そして地域における輸送と交通の結節点としてのスターリングの開発は、街それ自体と同様に周囲に広がる多くの共同体を支える小売り産業の発展をもたらした。主に街の中央部に集中して多くのチェーン店が出店している。しかしながら、スターリング東部のバイパス沿いに設置されたスプリングカース・リテール・パーク（モリソンズが出店）や、ラプロッホ地区に出店した大規模なセインズベリーなど、郊外における小売り業も発展を遂げている。
サービス業では、観光産業と同様に金融業が最も大きな雇用を生み出している。金融・保険会社（プルデンシャル）が、巨大かつよく整備された拠点をスターリング郊外のクレイグフォースに築いている。観光産業ではスターリング城やウィリアム・ウォレスを記念するウォレス・モニュメント、さらにはスターリング自体がスコットランド史において重要な役割を演じたという歴史的事実が、重要な観光地としてのスターリングの位置を支えている。また、この地域の景観の美しさも観光産業を後押ししている特筆すべき特徴である。
スターリング大学とスターリング・カウンシルは、この地域の雇用を支えている2大巨頭である。産業に関連したノウハウの研究と開発、さらには生命科学の拠点も、スターリング大学の構内に設置されたイノヴェーション・パークに集中している。その他の雇用を支えている公共機関は、スコットランド中央警察、フォースバレー保健所、スコットランド環境保護局である。また、Sunday Times Top Track 250などにランクインする企業（建設事業などを手がけるRobertson Group・Ogilvie Groupの）本社も置かれている。
グラスゴーとエディンバラに対する交通アクセスの便利さから、スターリングは多くの通勤者のベッドタウンとなっている。2023年時点でスターリング住民の45%が週5日以上車を運転し、8%が公共交通を利用している一方で、通勤・通学・ショッピングなど目的地への徒歩・自転車利用が非常に多く、毎日最大12,000台分の車移動を代替していると推計されている。

## 教育
スターリング大学は1967年にアースレー城を有する広大な緑地に開学した。2024年時点では約14,000人の学生が学び、そのうち留学生は2,800人である。大学は大規模なサイエンス・パーク（Innovation Park）と共に重要な研究の場として成長を遂げた。サイエンス・パークは1986年に設置され、2024年時点で60の企業が拠点を置いている。スターリングはまた、2005年8月1日に開学した広域に渡るフォースバレーコレッジ（Forth Valley College）の一部でもあり、これはフォルカーク、スターリング、およびクラックマナンの3つのコレッジが合併したものである。
スターリングの街には4つの主な高校がある。スターリング高校は940人、ウォレス高校は950人の生徒をそれぞれ擁している。他には1,100人の生徒を擁するセントニニアンの郊外に位置するセントモダン高校と、800人の生徒を擁するブルームリッジにあるバノックバーン高校を挙げることができる。
また、ブリッジ・オブ・アランにはインターナショナル・スクールであるフェアビュー・インターナショナルスクールがある。スコットランド唯一のインターナショナル・バカロレア認定校として2019年に開校し、5歳から18歳までの約100人の生徒を擁している。なお同校は、1919年に同地で開校した私立学校ビーコンハースト・グランジ・スクール（Beaconhurst Grange School）を前身とし、現在は本拠地をマレーシアに置くフェアビュー・インターナショナル・スクール（en:Fairview International School）グループの一校となっている。

## スポーツ
地域のスポーツチームは、男子サッカーチームのスターリング・アルビオンFC（Stirling Albion FC）や、ラグビーチームのスターリング・カウンティ・ラグビー・フットボール・クラブ（Stirling County Rugby Football Club）に代表される。スターリング・カウンティRFCは、ラグビーの男子・女子・ユースの各カテゴリーで数多くの代表選手を輩出している。
フットボール選手のビリー・ブレムナーとダンカン・ファーガソンはスターリング出身である。同様にラグビー・インターナショナルズのケニー・ローガン、アリスター・ホッグおよびウィリー・カーソン、さらにはクリケット選手のドギー・ブラウンもスターリング出身である。
スターリングはスコットランドにおけるスポーツ教育とトレーニングの中心でもある。1998年に開設されたスコットランド・スポーツ研究所（The Scottish Instityte of Sport）は、2002年にスターリング大学内に本拠地を移された。その後、スターリング大学構内には、スコットランドのエリートアスリート支援拠点である Sport Scotland Institute of Sport や Scottish Swimming、Tennis Scotland など、国内主要スポーツ組織の本部・トレーニング施設が集積されている。
また、スターリングとその周辺地域は、多くのゴルフコースが存在する。1869年創設のスターリング・ゴルフクラブは、18ホール・パー72で、スターリング城のすぐ近くに位置し、スコットランドでも有数の歴史と景観を誇るコースである。

## 姉妹都市
- フランス ヴィルヌーヴ・ダスク
- アメリカ フロリダ州ダニーディン
- ハンガリー オーブダ
- カナダ サマーサイド